# Hubris I & II
| Críticas profissionais | Críticas profissionais |
| Avaliações da crítica  | Avaliações da crítica  |
| Fonte                  | Avaliação              |
| ---------------------- | ---------------------- |
| Sea of Tranquility     | [ 2 ]                  |

Hubris I & II é um disco duplo, primeiro álbum solo do guitarrista do Sepultura, Andreas Kisser, lançado em 29 de maio de 2009. Em 2010, o álbum foi indicado ao Grammy Latino de Melhor Álbum de Rock em Língua Portuguesa.
Hubris vem do grego hybris, que significa "orgulho excessivo, violência gratuita".
O primeiro volume (Hubris I) é mais voltado para as guitarras, já o segundo (Hubris II) é mais instrumental com violões. Segundo palavras do próprio Andreas: "O primeiro álbum possui vocais e algumas coisas em inglês, já o segundo álbum é mais acústico, flamenco, e remete às influências brasileiras".
A edição brasileira do álbum conta com uma faixa-bônus: trata-se de "Matar ou Morrer", composta em parceria com Paulo Ricardo para o filme "Rota Comando".

## Faixas[8]
- Todas as faixas foram compostas por Andreas Kisser, exceto letra de "Em Busca Do Ouro", por Tony Bellotto, letra de "Virgulandia", por Andreas Kisser e Rappin' Hood, e "O Mais Querido", composição e letra por Heleno João. A faixa-bônus da edição brasileira ("Matar ou Morrer") foi composta em parceria com Paulo Ricardo.

| 1. "Protest!" – 1:07 2. "Euphoria/Desperation" – 1:42 3. "Eu Humano" – 3:27 4. "The Forum" – 4:39 5. "Virgulandia" – 3:39 6. "God's Laugh" – 5:20 7. "R.H.E.T" – 4:18 8. "Em Busca Do Ouro" (featuring Zé Ramalho) – 4:38 9. "Lava Sky" – 3:36 10. "A Million Judas Iscariotes" – 6:22 11. Faixa Bônus: "Matar Ou Morrer" (Tema do filme Rota Comando) | 1. "Sad Soil" – 2:00 2. "World's Apart" – 2:48 3. "Breast Feeding" – 3:15 4. "Page" – 3:55 5. "Domenicana" – 3:39 6. "Vivaldi" – 2:27 7. "0120" – 3:48 8. "Armonia" – 1:39 9. "Hubris" – 4:29 10. "Mythos" – 1:59 11. "O Mais Querido" – 2:34 |

## Créditos
- Andreas Kisser – Vocais (Faixa 3), Guitarra Elétrica, Violão, Baixo Elétrico, Produção
- Vasco Faé – Vocais (em "The Forum", "God's Laugh", e "A Million Judas Iscariotes"), harmonica, Gaita (em "God's Laugh", e "R.H.E.T")
- Zé Ramalho - Vocais (em "Em Busca Do Ouro")
- Paulo Ricardo - Vocais (em "Matar Ou Morrer")
- Bi Ribeiro - Baixo Elétrico (em "Domenicana")
- Fábio Sá - Baixo Acústico
- Jean Dolabella – Baterias, Percussão, Co-produção
- João Barone - Bateria (em "Domenicana")
- Junior Moreno - Bateria (em "Mythos")
- Fabio Azeitona – Percussão (em "Protest!", "The Forum", "Virgulandia", "World's Apart" e "Page"), Instrumento de sopro
- Márcio Werneck – Percussão (em "Breast Feeding")
- Eduardo Sujeira – Percussão (em "The Forum")
- Henrique Portugal – Teclados (em "Eu Humano")
- Renato Zanuto – Piano, Teclados (em "World's Apart", "Page", "Domenicana" e "Mythos")
- Khykho e Khadu - Vocais (em "Mythos")
- Theo Werneck - Loop-intro (em "R.H.E.T")
- Krucis - Cítara (em "A Million Judas Iscariotes"
- Heleno João - Repente (em "O Mais Querido")
- Edgar Silva - Tablas Indianas em "A Million Judas Iscariotes")
- Rappin' Hood - Vocais em "Virgulandia"
- Stanley Soares – Mixagem, Masterização

## Prêmios e Indicações
| Ano  | Prêmio        | Categoria                                 | Resultado | Ref.  |
| ---- | ------------- | ----------------------------------------- | --------- | ----- |
| 2010 | Grammy Latino | Melhor Álbum de Rock em Língua Portuguesa | Indicado  | [ 4 ] |